# 南华构造期
南华构造期，简称南华期，是元古宙南华纪(8-6.8億年前)期间的构造期，在此期间，在今中国及周边地区发生了南华运动或称南华事件。

## 名称由来
南华期是以南华纪命名的。南华纪是专门用于中国的地质年代，相当于国际地质科学联合会(2004)确定的成冰纪(8.5-6.3億年前)的大部。

## 构造活动
南华期的年代久远，目前只能对这期间的构造运动做粗略的描述。在南华期，构成后世中国大陆的地块处于离散状态，所属构造域与之前的青白口期相同。只是南华期各地块一反青白口期相互会聚的趋势，而改为以张裂作用为主。在青白口期重新拼合为一体的古中朝板块，在南华期再度张裂，塔里木板块和柴达木板块远离中朝板块（当时二者基本连为一体），向扬子板块靠近，因而从亲中朝构造域转入亲扬子构造域。在相当于Sturtian冰期(7.2億年前左右）的时候，它们和扬子板块一起发育了大陆冰川。而在青白口期很可能与扬子板块大体拼合的华夏板块，在南华期与之再度分离，而没有冰川的发育。